# Margarops fuscatus
El cuitlacoche chucho o azotador de ojos perlados (Margarops fuscatus) es una especie de ave paseriforme de la familia Mimidae endémica de las islas del Caribe. Se extiende por las Bahamas, Puerto Rico, Islas Vírgenes, Bonaire y las Antillas Menores hasta las Granadinas. Es el único miembro del género Margarops.

## Subespecies
- M. f. fuscatus
- M. f. densirostris